# Maria Hetco
Maria Hetco (n. 12 octombrie 1915, Veza — d. 8 septembrie 1998, București) a fost specialistă în filologie clasică, profesor de latină și franceză la Facultatea de Litere din cadrul Universității din București. Este autoarea unor studii privind istoriografia latină. A tradus în limba română lucrarea lui Quintilian, „Institutio Oratoria”, Arta Oratorică (Ed. Minerva, BTP, Vol. I, II, III, București, 1974), prima traducere integrală mondială a acestei opere extinse despre retorică.
A avut doi copii, Valeriu Mihai Hetco, ziarist și prozator, (n. 3 octombrie 1940, București, d. 20 octombrie 2007, București) și Doina Alexandra Bojenescu, profesoară de matematică, cunoscută și sub numele de Nana Hațieganu (n. 12 iunie 1955, București).